# Cheek to Cheek (album)
Cheek to Cheek – pierwszy wspólny jazzowy album studyjny amerykańskiego wokalisty jazzowego Tony’ego Bennetta oraz amerykańskiej piosenkarki Lady Gagi, który został wydany 19 września 2014. Singlami promującymi płytę zostały piosenki: „Anything Goes” i „I Can’t Give You Anything but Love”. Album zadebiutował na 1. miejscu listy Billboardu. W pierwszym tygodniu sprzedał się w 131 tysiącach egzemplarzy. Album otrzymał Nagrodę Grammy podczas 57. ceremonii rozdania tych nagród w kategorii Best Traditional Pop Vocal Album.

## Historia
Tony Bennett i Lady Gaga nagrali razem piosenkę „The Lady Is a Tramp” na album Bennetta Duets II. We wrześniu 2012 roku Tony za pośrednictwem magazynu „Rolling Stone” poinformował, że planuje nagrać z wokalistką jazzowy album. Piosenkarka miała napisać na tę płytę własną piosenkę pod tytułem „Paradise”, jednak piosenka nie znalazła się na albumie, ponieważ są tam tylko covery klasyki jazzu.

## Promocja
W czerwcu 2014 artyści wystąpili we Frank Sinatra School of the Arts, gdzie wykonali piosenki z płyty. 1 lipca 2014 Gaga i Bennett wystąpili na największym festiwalu jazzowym odbywającym się w Montrealu i wykonali piosenki „Lush Life”, „But Beautiful” i „It Don’t Mean A Thing”. Podczas imprezy New York Fashion Week Lady Gaga wykonała piosenkę „Ev’ry Time We Say Goodbye”, dedykując ją swojemu chłopakowi Taylorowi Kinneyowi.

13 września 2014 stacja HSN wyemitowała specjalny dokument Tony Bennett and Lady Gaga: Cheek to Cheek zawierający sceny z powstawania albumu. Wokaliści pojawili się na okładce wrześniowego magazynu „The Sunday Telegraph”. 13 września 2014 na koncercie Lady Gagi w ramach światowej trasy koncertowej ArtRave:The ARTPOP Ball w Izraelu na scenie pojawił się Tony Bennett, wówczas wspólnie wykonali piosenkę „I Can’t Give You Anything but Love”. 

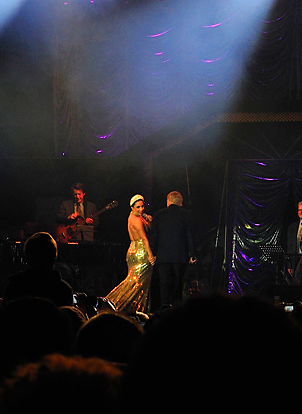
Bennett i Gaga, wykonując utwory z Cheek to Cheek na Grand Place w Brukseli

22 września 2014, wykonali kilka piosenek z albumu Cheek to Cheek na Grand Place w Brukseli w Belgii. Występ otrzymał 4 na 5 gwiazdek od „The Daily Telegraph”. 19 października duet wystąpił w programie Strictly Come Dancing i wykonał piosenki „Anything Goes” i „It Don’t Mean a Thing (If It Ain’t Got That Swing)”. 26 listopada wystąpili w programie The View, gdzie wykonywali utwór „Cheek to Cheek”. 1 grudnia wokaliści wystąpili w widowiskiu Christmas in Rockefeller Center w Nowym Jorku emitowanym przez NBC. Wykonywali piosenkę z reklamy sklepu H&M: „It Don’t Mean a Thing (If It Ain’t Got That Swing)”. 2 grudnia zaśpiewali utwór „Cheek to Cheek” w programie The Colbert Report. Tę samą piosenkę zaśpiewano również w programie Good Morning America. Lady Gaga wystąpiła w programie radiowym The Howard Stern Show, w którym wykonała „Lush Life”.
Pod koniec roku artyści wzięli udział w zimowej kampanii sklepu H&M. W reklamie została użyta piosenka „It Don’t Mean a Thing (If It Ain’t Got That Swing)”. Po raz pierwszy reklama została wyemitowana 25 listopada 2014. 31 grudnia artyści wystąpili w Cosmopolitan of Las Vegas z okazji sylwestra, natomiast 8 lutego 2015 pojawili się na gali rozdania nagród Grammy. Zaśpiewali tam piosenkę „Cheek to Cheek” i otrzymali nagrodę za najlepszy tradycyjny pop album.

### Trasa koncertowa
Trasa, która rozpoczęła się od dwudniowego występu w The Cosmopolitan w Las Vegas w grudniu 2014, obejmowała łącznie 36 koncertów w Europie i Ameryce Północnej w pierwszej połowie 2015. Wiele z występów w ramach trasy było częścią festiwali muzycznych, takich jak: Ravinia Festival, Copenhagen Jazz Festival, North Sea Jazz Festival czy Gent Jazz Festival.

## Single
Pierwszym singlem z albumu został utwór „Anything Goes”, który został wydany 29 lipca 2014. Tego samego dnia na kanale Vevo Lady Gagi nastąpiła premiera teledysku do pierwszego singla. Piosenka zadebiutowała na pierwszym miejscu Billboard Jazz Digital Songs. Sprzedał się w ilości 16,000 egzemplarzy.
Kolejnym singlem została piosenka „I Can’t Give You Anything but Love” wydana 19 sierpnia 2014. Teledysk miał premierę 26 sierpnia 2014. Piosenka zadebiutowała na pierwszym miejscu Billboard Jazz Digital Songs.
Trzecim singlem został utwór „Nature Boy”, który został wydany 16 września 2014. Utwór zadebiutował w Billboard Trending 140 Chart na miejscu piątym i szybko awansował na miejsce pierwsze.

## Lista utworów
Edycja standardowa
| Nr  | Tytuł utworu                                                                                     | Tekst                                                           | Wykonanie               | Długość |
| --- | ------------------------------------------------------------------------------------------------ | --------------------------------------------------------------- | ----------------------- | ------- |
| 1.  | „Anything Goes”                                                                                  | Cole Porter                                                     | Tony Bennett, Lady Gaga | 2:03    |
| 2.  | „Cheek to Cheek”                                                                                 | Irving Berlin                                                   | Bennett, Gaga           | 2:50    |
| 3.  | „Nature Boy”                                                                                     | eden ahbez                                                      | Bennett, Gaga           | 4:08    |
| 4.  | „I Can’t Give You Anything But Love”                                                             | Dorothy Fields, Jimmy McHugh                                    | Bennett, Gaga           | 3:13    |
| 5.  | „I Won’t Dance”                                                                                  | Fields, McHugh, Oscar Hammerstein II, Otto Harbach, Jerome Kern | Bennett, Gaga           | 3:56    |
| 6.  | „Firefly”                                                                                        | Cy Coleman, Carolyn Leigh                                       | Bennett, Gaga           | 1:57    |
| 7.  | „Lush Life”                                                                                      | Billy Strayhorn                                                 | Gaga                    | 4:14    |
| 8.  | „Sophisticated Lady”                                                                             | Duke Ellington, Irving Mills, Mitchell Parish                   | Bennett                 | 3:49    |
| 9.  | „Let’s Face the Music and Dance”                                                                 | Berlin                                                          | Bennett, Gaga           | 2:06    |
| 10. | „But Beautiful”                                                                                  | Johnny Burke, Jimmy Van Heusen                                  | Bennett, Gaga           | 4:04    |
| 11. | „It Don’t Mean a Thing (If It Ain’t Got That Swing)”                                             | Ellington, Mills                                                | Bennett, Gaga           | 2:23    |
| 12. | „Bang Bang (My Baby Shot Me Down)” (na żywo z Jazz at Lincoln Center; utwór dodatkowy na iTunes) | Sonny Bono                                                      | Gaga                    | 3:43    |
|     |                                                                                                  |                                                                 |                         | 38:26   |

Edycja specjalna
| Nr  | Tytuł utworu                                                                                    | Tekst                                     | Wykonanie     | Długość |
| --- | ----------------------------------------------------------------------------------------------- | ----------------------------------------- | ------------- | ------- |
| 1.  | „Anything Goes”                                                                                 | Porter                                    | Bennett, Gaga | 2:03    |
| 2.  | „Cheek to Cheek”                                                                                | Berlin                                    | Bennett, Gaga | 2:50    |
| 3.  | „Don’t Wait Too Long”                                                                           | Sunny Skylar                              | Bennett       | 2:36    |
| 4.  | „I Can’t Give You Anything but Love”                                                            | Malneck, Mercer                           | Bennett, Gaga | 3:13    |
| 5.  | „Nature Boy”                                                                                    | ahbez                                     | Bennett, Gaga | 4:08    |
| 6.  | „Goody Goody”                                                                                   | Matt Malneck, Johnny Mercer               | Bennett, Gaga | 2:11    |
| 7.  | „Ev’ry Time We Say Goodbye”                                                                     | Porter                                    | Gaga          | 3:10    |
| 8.  | „Firefly”                                                                                       | Coleman, Leigh                            | Bennett, Gaga | 1:57    |
| 9.  | „I Won’t Dance”                                                                                 | Kern, Hammerstein, Harbach, Harbach, Kern | Bennett, Gaga | 3:56    |
| 10. | „They All Laughed”                                                                              | George Gershwin, Ira Gershwin             | Bennett, Gaga | 1:48    |
| 11. | „Lush Life”                                                                                     | Strayhorn                                 | Gaga          | 4:14    |
| 12. | „Sophisticated Lady”                                                                            | Ellington, Mills, Parish                  | Bennett       | 3:49    |
| 13. | „Let’s Face the Music and Dance”                                                                | Berlin                                    | Bennett, Gaga | 2:06    |
| 14. | „But Beautiful”                                                                                 | Burke, Van Heusen                         | Bennett, Gaga | 4:04    |
| 15. | „It Don’t Mean a Thing (If It Ain’t Got That Swing)”                                            | Ellington, Mills                          | Bennett, Gaga | 2:23    |
| 16. | „Bang Bang (My Baby Shot Me Down)” (na żywo z Jazz at Lincoln Center; utwór dodatkowy w iTunes) | Bono                                      | Gaga          | 3:43    |
|     |                                                                                                 |                                           |               | 48:11   |

Edycja specjalna; wydanie międzynarodowe
| Nr  | Tytuł utworu                                         | Tekst                                     | Wykonanie     | Długość |
| --- | ---------------------------------------------------- | ----------------------------------------- | ------------- | ------- |
| 1.  | „Anything Goes”                                      | Porter                                    | Bennett, Gaga | 2:03    |
| 2.  | „Cheek to Cheek”                                     | Berlin                                    | Bennett, Gaga | 2:50    |
| 3.  | „Don’t Wait Too Long”                                | Skylar                                    | Bennett       | 2:36    |
| 4.  | „I Can’t Give You Anything but Love”                 | Malneck, Mercer                           | Bennett, Gaga | 3:13    |
| 5.  | „Nature Boy”                                         | ahbez                                     | Bennett, Gaga | 4:08    |
| 6.  | „Goody Goody”                                        | Malneck, Mercer                           | Bennett, Gaga | 2:11    |
| 7.  | „Ev’ry Time We Say Goodbye”                          | Porter                                    | Gaga          | 3:10    |
| 8.  | „Firefly”                                            | Coleman, Leigh                            | Bennett, Gaga | 1:57    |
| 9.  | „I Won’t Dance”                                      | Kern, Hammerstein, Harbach, Harbach, Kern | Bennett, Gaga | 3:56    |
| 10. | „They All Laughed”                                   | G. Gershwin, I. Gershwin                  | Bennett, Gaga | 1:48    |
| 11. | „Lush Life”                                          | Strayhorn                                 | Gaga          | 4:14    |
| 12. | „Sophisticated Lady”                                 | Ellington, Mills, Parish                  | Bennett       | 3:49    |
| 13. | „Let’s Face the Music and Dance”                     | Berlin                                    | Bennett, Gaga | 2:06    |
| 14. | „But Beautiful”                                      | Burke, Van Heusen                         | Bennett, Gaga | 4:04    |
| 15. | „It Don’t Mean a Thing (If It Ain’t Got That Swing)” | Ellington, Mills                          | Bennett, Gaga | 2:23    |
| 16. | „On a Clear Day (You Can See Forever)”               | Burton Lane, Alan Jay Lerner              | Bennett       | 2:34    |
| 17. | „Bewitched, Bothered and Bewildered”                 | Richard Rodgers, Lorenz Hart              | Gaga          | 3:07    |
| 18. | „The Lady is a Tramp” (z Duets II)                   | Rodgers, Hart                             | Bennett, Gaga | 3:18    |
|     |                                                      |                                           |               | 53:27   |

Edycja specjalna dla sklepu Target
| Nr  | Tytuł utworu                                         | Tekst                                     | Wykonanie     | Długość |
| --- | ---------------------------------------------------- | ----------------------------------------- | ------------- | ------- |
| 1.  | „Anything Goes”                                      | Porter                                    | Bennett, Gaga | 2:03    |
| 2.  | „Cheek to Cheek”                                     | Berlin                                    | Bennett, Gaga | 2:50    |
| 3.  | „Don’t Wait Too Long”                                | Skylar                                    | Bennett       | 2:36    |
| 4.  | „I Can’t Give You Anything but Love”                 | Malneck, Mercer                           | Bennett, Gaga | 3:13    |
| 5.  | „Nature Boy”                                         | ahbez                                     | Bennett, Gaga | 4:08    |
| 6.  | „Goody Goody”                                        | Malneck, Mercer                           | Bennett, Gaga | 2:11    |
| 7.  | „Ev’ry Time We Say Goodbye”                          | Porter                                    | Gaga          | 3:10    |
| 8.  | „Firefly”                                            | Coleman, Leigh                            | Bennett, Gaga | 1:57    |
| 9.  | „I Won’t Dance”                                      | Kern, Hammerstein, Harbach, Harbach, Kern | Bennett, Gaga | 3:56    |
| 10. | „They All Laughed”                                   | G. Gershwin, I. Gershwin                  | Bennett, Gaga | 1:48    |
| 11. | „Lush Life”                                          | Strayhorn                                 | Gaga          | 4:14    |
| 12. | „Sophisticated Lady”                                 | Ellington, Mills, Parish                  | Bennett       | 3:49    |
| 13. | „Let’s Face the Music and Dance”                     | Berlin                                    | Bennett, Gaga | 2:06    |
| 14. | „But Beautiful”                                      | Burke, Van Heusen                         | Bennett, Gaga | 4:04    |
| 15. | „It Don’t Mean a Thing (If It Ain’t Got That Swing)” | Ellington, Mills                          | Bennett, Gaga | 2:23    |
| 16. | „On a Clear Day (You Can See Forever)”               | Lane, Lerner                              | Bennett       | 2:34    |
| 17. | „Bewitched, Bothered and Bewildered”                 | Rodgers, Hart                             | Gaga          | 3:07    |
|     |                                                      |                                           |               | 50:09   |

Edycja specjalna dla Home Shopping Network
| Nr  | Tytuł utworu                                                     | Tekst                                     | Wykonanie     | Długość |
| --- | ---------------------------------------------------------------- | ----------------------------------------- | ------------- | ------- |
| 1.  | „Anything Goes”                                                  | Porter                                    | Bennett, Gaga | 2:03    |
| 2.  | „Cheek to Cheek”                                                 | Berlin                                    | Bennett, Gaga | 2:50    |
| 3.  | „Don’t Wait Too Long”                                            | Skylar                                    | Bennett       | 2:36    |
| 4.  | „I Can’t Give You Anything but Love”                             | Malneck, Mercer                           | Bennett, Gaga | 3:13    |
| 5.  | „Nature Boy”                                                     | ahbez                                     | Bennett, Gaga | 4:08    |
| 6.  | „Goody Goody”                                                    | Malneck, Mercer                           | Bennett, Gaga | 2:11    |
| 7.  | „Ev’ry Time We Say Goodbye”                                      | Porter                                    | Gaga          | 3:10    |
| 8.  | „Firefly”                                                        | Coleman, Leigh                            | Bennett, Gaga | 1:57    |
| 9.  | „I Won’t Dance”                                                  | Kern, Hammerstein, Harbach, Harbach, Kern | Bennett, Gaga | 3:56    |
| 10. | „They All Laughed”                                               | G. Gershwin, I. Gershwin                  | Bennett, Gaga | 1:48    |
| 11. | „Lush Life”                                                      | Strayhorn                                 | Gaga          | 4:14    |
| 12. | „Sophisticated Lady”                                             | Ellington, Mills, Parish                  | Bennett       | 3:49    |
| 13. | „Let’s Face the Music and Dance”                                 | Berlin                                    | Bennett, Gaga | 2:06    |
| 14. | „But Beautiful”                                                  | Burke, Van Heusen                         | Bennett, Gaga | 4:04    |
| 15. | „It Don’t Mean a Thing (If It Ain’t Got That Swing)”             | Ellington, Mills                          | Bennett, Gaga | 2:23    |
| 16. | „The Lady’s in Love With You” (na żywo z Jazz at Lincoln Center) | Lane, Frank Loesser                       | Bennett       | 1:42    |
| 17. | „The Lady is a Tramp” (z Duets II)                               | Rodgers, Hart                             | Bennett, Gaga | 3:18    |
|     |                                                                  |                                           |               | 49:28   |

## Notowania
| Lista (2014)                        | Najwyższa pozycja |
| ----------------------------------- | ----------------- |
| Australia (ARIA)                    | 7                 |
| Australia (Jazz Albums – ARIA)      | 1                 |
| Austria (Ö3 Austria)                | 6                 |
| Belgia (Flondria)                   | 4                 |
| Belgia (Walonia)                    | 4                 |
| Chorwacja (IFPI)                    | 2                 |
| Czechy (ČNS IFPI)                   | 4                 |
| Dania (Hitlisten)                   | 9                 |
| Finlandia (Suomen virallinen lista) | 27                |
| Francja (SNEP)                      | 9                 |
| Grecja (IFPI)                       | 4                 |
| Hiszpania (PROMUSICAE)              | 5                 |
| Irlandia (IRMA)                     | 12                |
| Japonia (Oricon)                    | 7                 |
| Kanada (Billboard)                  | 3                 |
| Korea Południowa (GAON)             | 7                 |
| Niemcy (Official Top 100)           | 12                |
| Nowa Zelandia (Recorded Music NZ)   | 13                |
| Polska (ZPAV)                       | 7                 |
| Portugalia (AFP)                    | 7                 |
| Rosja (2M)                          | 1                 |
| Szwajcaria (Schweizer Hitparade)    | 7                 |
| Szkocja (OCC)                       | 11                |
| USA (Billboard 200)                 | 1                 |
| USA (Top Jazz Albums – Billboard)   | 1                 |
| Wielka Brytania (OCC)               | 1                 |
| Włochy (FIMI)                       | 6                 |
| Węgry (MAHASZ)                      | 35                |

## Certyfikaty
| Kraj                  | Certyfikat | Sprzedaż |
| --------------------- | ---------- | -------- |
| Australia (ARIA)      | Złoto      | 35,000   |
| Francja (SNEP)        | Złoto      | 25,000   |
| Kanada (Music Canada) | Platyna    | 80,000   |
| USA (RIAA)            | Złoto      | 524,000  |

## Historia wydania
| Kraj              | Data                | Format                  | wytwórnia                            |
| ----------------- | ------------------- | ----------------------- | ------------------------------------ |
| Australia         | 19 września 2014    | - Digital download - CD | - Interscope - Universal             |
| Niemcy            | 19 września 2014    | - Digital download - CD | - Interscope - Universal             |
| Francja           | 22 września 2014    | - Digital download - CD | Polydor                              |
| Kanada            | 23 września 2014    | - Digital download - CD | - Streamline - Interscope - Columbia |
| Meksyk            | 23 września 2014    | - Digital download - CD | - Streamline - Interscope - Columbia |
| Stany Zjednoczone | 23 września 2014    | - Digital download - CD | - Streamline - Interscope - Columbia |
| Wielka Brytania   | 23 września 2014    | CD                      | Polydor                              |
| Japonia           | 24 września 2014    | SMH-CD                  | Universal                            |
| Francja           | 1 października 2014 | Vinyl                   | Polydor                              |
| Stany Zjednoczone | 7 października 2014 | Vinyl                   | Interscope Records                   |